# Geertje Freie-Gevers
Geertje Freie-Grevers (Situbondo, 8 maart 1899 – Amsterdam, 14 juli 1983) was een Nederlands kunstschilder, tekenaar en docent.

## Leven en werk
Greertje Grevers, Non voor intimi, werd geboren in Nederlands-Indië als dochter van tabaksplanter Hendrik Gerard Grevers en Femmigje Schuuring. In 1908 keerde het gezin terug naar Nederland. Grevers werd opgeleid tot tekenlerares, ze behaalde de lo-akte (1916) en m.o.-akte (1920) handtekenen. Door haar vooropleiding kon ze in 1920 worden toegelaten tot de tweede tekenklas van de Rijksakademie van beeldende kunsten, ze volgde in de jaren daarna de schilderklassen. Van 1923 tot 1925 was Grevers een loge-leerling. De Rijksakademie heeft een aantal studies uit 1925 van haar in de collectie. In 1926 kreeg Grevers een tijdelijke aanstelling als tekenlerares aan het nog jonge Gemeentelijk Lyceum voor Meisjes aan de Reijnier Vinkeleskade, onder rectrix Magrita J. Freie. Begin 1928 trouwde ze met gemeentearts Hendrik Freie (1887-1954), broer van de rectrix. Later dat jaar kreeg ze een vaste aanstelling. Uit hun huwelijk werd de beeldhouwer Hans Freie (1935-2023) geboren. Freie-Grevers was lid van de Nederlandsche Vereeniging voor Teekenonderwijs.
Overleed op 84-jarige leeftijd.

## Enkele werken
- 1925 ontwerp voorblad voor de weekkalender 1926 van de Vereeniging het Nederlandsche Meisjesgilde.
- 1929 ontwerp voorblad met drie padvindsters voor de weekkalender 1930 van de Vereeniging het Nederlandsche Meisjesgilde.[5]
- 1950 geschilderd portret van dr. Magrita J. Freie, rectrix van het Gemeentelijk Lyceum voor Meisjes (1925-1950), schoonzus.